# Església de la Immaculada Concepció (Bakú)
L'Església de la Immaculada Concepció (en àzeri: Müqəddəs Bakirə Məryəm kilsəsi) és una Església catòlica romana a Bakú, Azerbaidjan. L'església original es va cridar "Església de la Immaculada Concepció de la Santíssima Mare de Déu". Va funcionar des de 1915 fins a 1931, quan va ser destruïda per ordre del govern soviètic. El 2006, una nova església catòlica que porta el mateix nom va ser reconstruïda en un lloc diferent de Bakú. El 29 d'abril de 2007 la nova església va ser consagrada pel Nunci Apostòlic a Transcaucàsia Monsenyor Claudio Gugerotti.